# Predsednik Latvije
Predsednik Latvije (latvijsko Latvijas Valsts prezidents) je državni poglavar in vrhovni poveljnik državnih oboroženih sil Republike Latvije.
Mandat od leta 1999 traja štiri leta, pred tem je tri leta. Izvoljen je lahko večkrat, vendar največ dvakrat zapored. V primeru prostega predsedniškega mesta dolžnosti predsednika prevzame predsednik Saeime (parlamenta). Na primer, po smrti Jānisa Čaksteja je predsednik Saeime Pauls Kalniņš leta 1927 na kratko vršil dolžnost predsednika, preden je bil lahko izvoljen nov predsednik.
V nasprotju z estonskim kolegom vloga latvijskega predsednika ni povsem ceremonialna, ni pa tako močan kot predsednik Litve. Za razliko od Estonije si izvršno oblast deli z vlado in premierjem, vendar za izvajanje svojih nalog ni politično odgovoren, vse predsedniške ukaze pa mora sopodpisati član vlade – običajno premier.

## Volitve predsednika

### Pogoji za izvolitev
Za predsednika je lahko izvoljena vsaka oseba, ki uživa vse državljanske pravice in je dopolnila štirideset let. Oseba z dvojnim državljanstvom na predsedniško mesto ne more biti izvoljena.
Predsedniške funkcije ni mogoče sočasno opravljati z nobeno drugo funkcijo. Če je oseba, izvoljena za predsednika, poslanec Saeime, mora odstopiti s poslanskega mesta.

### Volitve in inavguracija
Predsednik je izvoljen na javnem glasovanju z večino glasov (najmanj enainpetdeset) poslancev Saeime.
Na prvi seji Saeime po volitvah predsednika, predsednik slovesno priseže.

## Specifikacije mandata

### Omejitev mandata
Saeima izvoli predsednika za dobo štirih let (35. člen ustave Republike Latvije). Ista oseba ne sme opravljati funkcije predsednika več kot osem zaporednih let.

### Namestništvo in nasledstvo
Če predsednik odstopi s funkcije, umre ali je razrešen pred iztekom mandata, njegove naloge do izvolitve novega predsednika prevzame predsednik Saeime (parlamenta). Podobno predsednik Saeime prevzame naloge predsednika, če je ta odsoten iz Latvije ali če ne more opravljati funkcije iz kakršnega koli drugega razloga.
Na predlog najmanj polovice vseh članov Saeime lahko poslanci na zaprti seji in z najmanj dvotretjinsko večino vseh, predsednika odstavijo.
Če predsednik sproži razpustitev Saeime, vendar je več kot polovica glasov na referendumu oddanih proti razpuščanju Saeime, se šteje, da je predsednik razrešen s položaja, Saeima pa izvoli novega predsednika za preostali mandat.

### Rezidenca
Grad Riga je uradna rezidenca predsednika. V prvem obdobju neodvisnosti, ki se je začelo leta 1922, so ga prvi latvijski predsedniki pogosto uporabljali. Leta 1935 je bil v času predsedovanja Kārlisa Ulmanisa grad Riga razširjen na zdaj že ikoničen videz; z novim "latvijskim" stolpom je bil zgrajen tako, da je bil večji od nemških cerkva. V sovjetskih časih je v gradu domovala šola. Leta 1994 je bil prenovljen za potrebe predsednika.
Grad ima 4 nadstropja, več dvoran za goste, velik kabinet za predsednika, več razstavišč, ki hranijo diplomatska darila predsednikov drugih držav.
Rezidenca Jurmala je uradno letovišče za predsednika Latvije. Zgrajena v sovjetskih časih, kjer so med bivanjem v Latviji gostili visoke državne sovjetske uradnike, je bila leta 1993 prenovljena za potrebe predsednika Latvije.
Rezidenca ima 3 nadstropja. Vključuje velik park, notranji bazen, sobo za srečanje diplomatskih gostov in osebna plaža na obali Jurmale. Ima košarkarski obroč, ki je bil zgrajen za potrebe predsednika Zatlersa.
Uradna hiša za goste parlamenta in predsednika je bila prenovljena v devetdesetih. Med prenovo rezidence Jurmala leta 2019 je v njej prebival predsednik Levits. Prav tako sta med obnovo gradu Riga predsednik Ulmanis in predsednik Gorbunovs v devetdesetih letih to hišo uporabljala kot uradno rezidenco.

### Potovanja
Predsednik uporablja avtomobil "Lexus" za vsakodnevne vožnje. Za daljša potovanja mu je na voljo helikopter latvijskih oboroženih sil. Za mednarodna potovanja, čeprav predsednik nima uradnega letala, uporablja letalo AirBaltic, latvijsko državno letalsko družbo.

## Po predsednikovanju

### Dejavnosti
Vsak predsednik dobi svojo pisarno, osebje in avto. Pa tudi varovanje in domovanje v središču mesta Riga. Nekdanji predsedniki dobijo pokojnino glede na plačo.

### Živiči nekdanji predsedniki
- Anatolijs Gorbunovs
 (1991–1993)
 10. februar 1942 (83  let) 10. februarja 1942 (starost 79)
- Guntis Ulmanis
 (1993–1999)
 13. september 1939 (85  let) 13. septembra 1939 (starost 81)
- Vaira Vīķe-Freiberga
 (1999–2007)
 1. december 1937 (87  let) 1. decembra 1937 (starost 83)
- Valdis Zatlers
 (2007–2011)
 22. marec 1955 (69  let) 22. marca 1955 (starost 66)
- Andris Bērziņš
 (2011–2015)
 10. december 1944 (80  let) 10. decembra 1944 (starost 76)
- Raimonds Vējonis
 (2015–2019)
 15. junij 1966 (58  let) 15. junija 1966 (starost 54)
- Egils Levits
 (2019–2023)
 30. junij 1955 (69  let) 30. junija 1955 (starost 54)

## Seznam predsednikov
| #                                          | Predsednik         | Predsednik                        | Mandat            | Mandat             | Politična stranka                            |
| ------------------------------------------ | ------------------ | --------------------------------- | ----------------- | ------------------ | -------------------------------------------- |
| 1.                                         |                    | Jānis Čakste (1859–1927)          | 17. decembra 1918 | 14. novembra 1922  | Demokratični center                          |
| 1.                                         |                    | 14. novembra 1922                 | 14. marec 1927    |                    | Demokratični center                          |
| (-)                                        |                    | Pauls Kalniņš (1872–1945)         | 14. marec 1927    | 8. aprila 1927     | Latvijska socialdemokratska delavska stranka |
| 2.                                         |                    | Gustavs Zemgals (1871–1939)       | 8. aprila 1927    | 11. aprila 1930    | Demokratični center                          |
| 3.                                         |                    | Alberts Kviesis (1881–1944)       | 11. aprila 1930   | 15. maj 1934       | Latvijska zveza kmetov                       |
| (3)                                        |                    | 16. maj 1934                      | 10. aprila 1936   | Neodvisen          |                                              |
| 4.                                         |                    | Kārlis Ulmanis (1877–1942)        | 11. aprila 1936   | 21. julija 1940    | Neodvisen                                    |
| Okupacija (21. julij 1940 - 8. julij 1993) |                    |                                   |                   |                    |                                              |
| (-)                                        |                    | Anatolijs Gorbunovs (rojen 1942)  | 21. avgusta 1991  | 13. februarja 1993 | Priljubljena fronta Latvije                  |
| (-)                                        | 13. februarja 1993 | Anatolijs Gorbunovs (rojen 1942)  | 8. julij 1993     | Latvijska pot      |                                              |
| 5.                                         |                    | Guntis Ulmanis (rojen 1939)       | 8. julij 1993     | 8. julij 1999      | Latvijska zveza kmetov                       |
| 6.                                         |                    | Vaira Vīķe-Freiberga (rojen 1937) | 8. julij 1999     | 8. julij 2007      | Neodvisen                                    |
| 7.                                         |                    | Valdis Zatlers (rojen 1955)       | 8. julij 2007     | 8. julij 2011      | Neodvisen                                    |
| 8.                                         |                    | Andris Bērziņš (rojen 1944)       | 8. julij 2011     | 8. julij 2015      | Zveza zelenih in kmetov                      |
| 9.                                         |                    | Raimonds Vējonis (rojen 1966)     | 8. julij 2015     | 8. julij 2019      | Latvijska stranka zelenih                    |
| 10.                                        |                    | Egils Levits (rojen 1955)         | 8. julij 2019     | 8. julij 2023      | Neodvisen                                    |
| 11.                                        |                    | Edgars Rinkēvičs (rojen 1973)     | 8. julij 2023     |                    | Neodvisen                                    |